# Balls’ Power
Balls’ Power – polski zespół rockowy.

## Historia
Powstał jesienią 1989 w Bochni. W jego skład weszli: wokalista Marek Piekarczyk, który w tym czasie rozstał się z TSA, oraz byli członkowie zespołu Crazy Power: Mirosław Szpilka (gitara), Paweł Stompor (gitara), Mieczysław Babicz (gitara basowa) i Wojciech Feć (perkusja). W 1990 zespół wziął udział w festiwalach w Jarocinie i Sopocie oraz w „Dżem Session” w Katowicach u boku Dżemu. Zarejestrowali również album „Xes”, który ukazał się pod koniec 1991, gdy zespół już nie istniał. Piekarczyk w 1991 wraz z Andrzejem Nowakiem reaktywował TSA, w którego składzie znalazł się także Stompor.

## Dyskografia
- 1991 – Xes